# Nenad Ban
Nenad Ban es un bioquímico croata  nacido en Zagreb, Croacia, que actualmente trabaja en la Escuela Politécnica Federal de Zúrich (ETH), Instituto Federal suizo de Tecnología, como profesor de Biología Molecular Estructural.

## Carrera
Nenad Ban nació en 1966 en Zagreb. Sus padres, Jasna y Zvonimir, eran científicos y profesores universitarios. Obtuvo un grado en biología molecular por la Facultad de Ciencias de la Universidad de Zagreb y decidió continuar con sus estudios en los Estados Unidos donde obtuvo un doctorado por la Universidad de California, Riverside en el laboratorio de Alexander McPherson. Su interés en los complejos macromoleculares grandes le llevó a su trabajo postdoctoral en el Departamento de Bioquímica y Biofísica Molecular de la Universidad Yale, donde  determinó la estructura atómica de la subunidad grande del ribosoma por cristalografía de rayos X como parte del grupo del laboratorio de Thomas A. Steitz. Estos resultado demostraron que el ribosoma es un ribozima.
Desde entonces 2000 Nenad Ban es profesor  de biología molecular estructural en el ETH Zúrich (Instituto Federal suizo de Tecnología). Su grupo estudia la estructura y función de las complejos celulares utilizando una combinación de cristalografía, microscopía electrónica y experimentos bioquímicos. Específicamente, se centran en varios complejos ribosomales implicados en el procesado cotraduccional, plegado y direccionamiento de proteínas.
Su grupo ha obtenido información estructural detallada sobre ribosomas eucariotas, los cuales son significativamente más grandes y complejos que sus contrapartes bacteriales. Han determinando las primeras estructuras completas de subunidades ribosomales con un factor de iniciación. Además, su grupo investigó las grandes enzimas multifuncionales implicadas en la síntesis de ácidos grasos, ofreciendo las primeras ideas sobre los mecanismos de transporte y distribución del substrato de dichas megasintasas con implicaciones directas para nuestro entendimiento de las síntesis policetidosintasas.

## Honores
Nenad Ban es un miembro  de la Organización de Biología Molecular Europea (EMBO), la Academia alemana de Ciencias, y la Academia croata de Artes y Ciencias además de ser ganador de varios premios como el Premio Heinrich Wieland, el Premio Roessler del ETH Zúrich, el Premio Latsis, el Premio Friedrich Miescher de la Sociedad suiza para la Bioquímica, la Medalla Spiridon Brusina y el Premio AAAS Newcomb Cleveland.

## Vida personal
Ban está casado con Eilika Weber, una científica alemana que conoció durante su estancia doctoral en los Estados Unidos. Tienen dos hijos, Arvid e Ivo.